# Elizabeth Arden
Elizabeth Arden (Woodbridge, Canadá, 31 de dezembro de 1881 – 18 de outubro de 1966) foi uma das grandes cosmetólogas e empresárias do mundo moderno. Nascida Florence Nightingale Graham, ela perdeu sua mãe aos seis anos de idade, mas continuou vivendo com seu pai e irmãos.

## Biografia
Elizabeth Arden cursou e se formou em enfermagem. Anos mais tarde, em sua cozinha, começou a formular cremes para queimaduras e elaborou loções e pastas cosméticas, utilizando gorduras, leites e outras substâncias. Essas substâncias eram diferentes das dos médicos da época, e tinham finalidades hidratantes e nutritivas. Logo a sua cozinha passou a ser seu laboratório, e ela começou a dedicar seu tempo em busca do creme perfeito. Os odores que vinham da cozinha incomodavam os vizinhos, que achavam que a família de Florence estava passando necessidades e não tinham dinheiro para comprar comida fresca e, por isso, consumiam ovos podres.
Florence passou por momentos difíceis, falta de crédito em seu sonho, até mesmo de sua família, mas como uma grande guerreira foi – aos 30 anos de idade – para Nova York. Cheia de esperanças e expectativas, logo se inseriu na cultura da cidade. Lá ela conheceu um químico e juntos começaram a elaborar o “creme perfeito”, o seu grande sonho. No mesmo tempo ela foi trabalhar em um salão de beleza e dominou a arte da massagem facial orientada e treinada pelo maior especialista da época. A partir daí, Florence estava se tornando uma esteticista.
Em 1910, ela abriu seu primeiro salão de beleza em uma loja na Quinta Avenida. Florence, com sua visão empreendedora, então mudou seu nome para Elizabeth Arden, em homenagem à sua ex-sócia e ao poema “Enoch Arden”, de Alfred Tennyson. Instalou na loja uma porta vermelha luminosa, começando também a divulgar seu negócio com o a propaganda de seus cremes e de sua massagens relaxantes e rejuvenecedoras. Já como Elizabeth Arden, começou a frequentar lugares importantes da sociedade e foi assim que seu salão logo passou a ser conhecido como o melhor da cidade. A partir daí, viajou muito e expandiu os negócios por todo o mundo, montando filiais em vários lugares, construiu um verdadeiro império da beleza. Promoveu a prática da maquiagem, divulgando a pintura dos olhos no estilo “olhar total”, o uso do ruge e do pó, sendo a maquiagem expressiva a última moda em Paris.
Elizabeth Arden idealizou a beleza completa, com a pele tratada com cremes e loções específicas para adstringir, tonificar e hidratar, e em seguida a isso o uso da maquiagem. Fez do seu salão um perfeito complexo da beleza. Em 1920, mais de cem produtos levaram a marca Elizabeth Arden, chegando a dominar o mundo – em 1930 havia em sua linha mais de 600 produtos, sua marca era uma das mais conhecidas do planeta. Quando começou a Segunda Guerra Mundial, Elizabeth lançou um batom vermelho chamado Montezuma Red, o qual era para ser usado pelas mulheres das forças armadas, para dar vida aos uniformes e um toque a mais de feminilidade. Ficou também conhecida pela democratização dos cosméticos, tudo graças à fabricação de kits de "home SPA", que incluíam um disco de beleza intitulado The Sound of Beauty.
A sua enorme contribuição para o universo da cosmética foi premiada em 1962, pelo governo francês, que a agraciou com o prestigiante “Légion d’Honneur”.
A cosmetóloga morreu aos 87 anos, deixando uma herança de fórmulas de cremes e loções e maquiagem de qualidade. Sendo uma mulher modelo de determinação, confiança, poder e luta, fez seu sonho se tornar realidade, tornando-se um ícone feminino. Tanto assim que seu nome virou sinônimo de luxo e glamour. Elizabeth foi uma das únicas mulheres de seu tempo a estampar a capa da revista Time e também a apresentar um programa de rádio na NBC, o Elizabeth Arden Way to Beauty. Arden foi sepultada no Cemitério de Sleepy Hollow.

## Elegância torna-se referência na diplomacia
Na diplomacia, um grupo de embaixadas que estão em capitais de tradicional prestígio cultural, político e socioeconômico (Paris, Londres e Nova York, e mais tarde Roma) ― e seriam portanto as preferidas de embaixadores e embaixatrizes ― receberam o apelido de “Circuito Elizabeth Arden”. O termo surgiu em referência ao glamour e à elegância da  cosmetologista Elizabeth Arden, cujas sacolas de compras estavam sempre repletas das mais renomadas grifes de moda dessas cidades.